# Daniel Marchildon
Pour les articles homonymes, voir Marchildon.
 (décembre 2015).
Si vous disposez d'ouvrages ou d'articles de référence ou si vous connaissez des sites web de qualité traitant du thème abordé ici, merci de compléter l'article en donnant les références utiles à sa vérifiabilité et en les liant à la section « Notes et références ».
Daniel Marchildon est un romancier, nouvelliste, auteur pour la jeunesse, journaliste et scénariste franco-ontarien né à Penetanguishene en Ontario, le 10 novembre 1961.

## Biographie
Daniel Marchildon obtient un baccalauréat universitaire en traduction avec concentration en Lettres françaises à l’Université d'Ottawa (Ontario) en 1983. Depuis, il œuvre comme écrivain, rédacteur et traducteur pigiste dans sa région natale à environ 160 km au nord de Toronto.  
Il a signé plus d’une vingtaine de publications, dont neuf romans pour jeunes et quatre romans pour public adulte, ainsi que des ouvrages historiques. Son œuvre compte aussi des scénarios pour la télévision et le cinéma, et également des nouvelles littéraires, des articles et des critiques parus, entre autres, dans le journal communautaire Le Goût de vivre de Lafontaine et les revues Virages, Imagine, Liaison et Clik.
Il a été récipiendaire de neuf bourses de création littéraire du Conseil des arts de l'Ontario. Il est membre de l’Association des auteures et auteurs de l’Ontario français, de Communication jeunesse et de la Société des auteurs de radio, télévision et cinéma (SARTEC).
Franco-Ontarien de souche, Daniel Marchildon aborde dans son œuvre les thèmes de la quête de l’identité en contexte minoritaire, le métissage, la petite et la grande histoire, l’humour désaxé.  
Il est aussi l’auteur de plus d’une vingtaine de rapports et de documents pédagogiques qui touchent l’apprentissage des adultes, l’alphabétisation, la radio communautaire et la gestion scolaire pour les francophones dans le comté de Simcoe.
Moniteur de français pendant trois ans dans des écoles élémentaires de langue française à Ottawa et dans la Huronie depuis 1983, Daniel Marchildon anime divers ateliers de création littéraire et d'écriture journalistique pour enfants et adolescents. En 2001, il a passé 30 jours dans six écoles de sa région en tant qu'artiste créateur dans les écoles, une expérience qu’il a également vécue en 1989, pendant 6 semaines dans les écoles de langue française de Windsor, en Ontario. En 2000, il a effectué une tournée d’une trentaine d’écoles de langue française dans le sud-ouest de l’Ontario. Il a aussi donné des ateliers d’écriture dans le cadre du Programme d’animation littéraire dans les écoles de l’Association des auteures et auteurs de l’Ontario français. Ses romans pour jeunes sont étudiés dans diverses écoles ontariennes.
Daniel Marchildon a participé, en 1982, à une reconstitution historique d’un voyage de 1 600 km en canoë de la ville de Québec à Sainte-Marie-au-pays-des-Hurons, en Ontario.

## Œuvres
Littérature pour la jeunesse
- Otages de la nature, roman pour ados, Ottawa, Editions David, coll. 14/18, 2018.
- Zazette, la chatte des Ouendats,  Soulières éditeur, roman historique pour les 8 ans dans la collection Ma petite vache a mal aux pattes, chez Soulières éditeur, 96 pages, 2015. Avec de superbes illustrations d’Adeline Lamarre.
- Les guerriers de l’eau, roman d’anticipation pour jeunes, Ottawa, les Éditions du Vermillon, 2012.
- La première guerre de Toronto, Éditions David, collection « 14-18 », 2010
- Une tournée d’enfer, CFORP, 2006
- Les mordus de la glace, CFORP, 2006
- Fait à l’os !, Éditions de la Nouvelle Plume, Régina, 2001, roman écrit collectivement avec 17 jeunes Fransaskois
- Le pari des Maple Leafs, Éditions Pierre Tisseyre, Montréal, 1999, collection « Conquête » n° 73
- Le prochain pas, Éditions du Centre franco-ontarien de ressources pédagogiques, Ottawa, 1997, collection « À nous deux »
- Le secret de l’île Beausoleil, Éditions Pierre Tisseyre, Montréal, 1991, collection « Conquête » n° 15

Romans
- Le sortilège de Louisbourg, Éditions David, Ottawa, 2014, collection « Voix narratives »
- L’eau de vie (Uisge beatha), Éditions David, Ottawa, 2008, collection « Voix narratives »
- Les exilés, Éditions du Nordir, Ottawa, 2003, collection « Rémanence »
- Les géniteurs, Éditions du Nordir, Ottawa, 2001, collection « Rémanence

## Honneurs
- 2014 - Finaliste au prix Christine Dumitriu-van-Saanen pour Le sortilège de Louisbourg
- 1988 - Prix Cécile-Rouleau, Le Bien précieux de l'île Beausoleil
- 1991 - 1er prix du concours de la Société des écrivains canadiens de Toronto, Le prix du succès
- 1996 - Concours provincial Coup d’œil, coup de main, Un livre qui dit tout
- 2000 - Palmarès Communication-Jeunesse des livres préférés des jeunes, Le pari des Maple leafs
- 2011 -  Prix catégorie  livres pour enfants Trillium pour Les guerriers de l'eau
- 2002 - Finaliste pour le Prix des lecteurs Radio-Canada, Les Géniteurs
- 2009 - Prix Émile-Ollivier pour L’eau de vie (Uisge beatha)
- 2013 - Prix Françoise-Lepage pour Les guerriers de l'eau
- 2017 - Finaliste, Prix catégorie livres pour enfants Trillium, pour Zazette, la chatte des Ouendats